# Birch
Birch är en by och en civil parish i Colchester i Essex i England. Orten har 817 invånare (2001).